# Ricard Vinyes
Ricard Vinyes Ribas (Barcelona, 1952) es un historiador español, catedrático de Historia contemporánea en la Universidad de Barcelona. 

## Trayectoria
Ricard Vinyes Ribas es catedrático de Historia Contemporánea en la Universidad de Barcelona. Comisario de exposiciones, asesor de proyectos culturales y  autor de numerosos libros y artículos. Sus líneas principales de investigación se han dirigido al estudio de las culturas políticas de las clases subalternas, y al análisis de las políticas públicas de memoria en Europa y América.  Ha presidido la Comisión Redactora del Proyecto del Memorial Democrático (2005) y la Comisión redactora del proyecto del Instituto de la Memoria del Gobierno Vasco (2012). Ha sido vocal de la Comisión de Expertos para la Revisión del Valle de los Caídos (2011). En 2000, con motivo del comisariado de la exposición Las cárceles de Franco junto al historiador Manel Risques, obtuvo el Premio Nacional de Patrimonio Cultural, otorgado por la Generalidad de Cataluña.
Ha sido Comisionado de Programas de Memoria en el gobierno municipal de Barcelona (2015-2019, bajo el mandato de la alcaldesa Ada Colau y con la función de establecer y gestionar una política pública de memoria para la ciudad de Barcelona.
Su última obra ha sido la dirección del proyecto internacional "Diccionario de la Memoria Colectiva"  (GEDISA, Barcelona, 2018).

## Obras
- 1983: La Catalunya internacional. El frontpopulisme en l'exemple català.
- 1989: La presencia ignorada. La cultura comunista a Catalunya (1840-1931).
- 2000: Un conflicte de memòries: el Museu d'Història de Catalunya.
- 2002: Irredentas. Las presas políticas y sus hijos en las cárceles de Franco
- 2002: Els nens perduts del franquisme.
- 2009: El Estado y la memoria (Dir.)
- 2011: Asalto a la Memoria. Impunidades y reconciliaciones, símbolos y éticas.
- 2018: Diccionario de la Memoria Colectiva.
- 2021: Cómo será el pasado.